# بيوتور
بيوتور هي بلدية في مقاطعة أن أوت دو فرانس التي تقع في شمال فرنسا.